# Parque eólico Thorntonbank

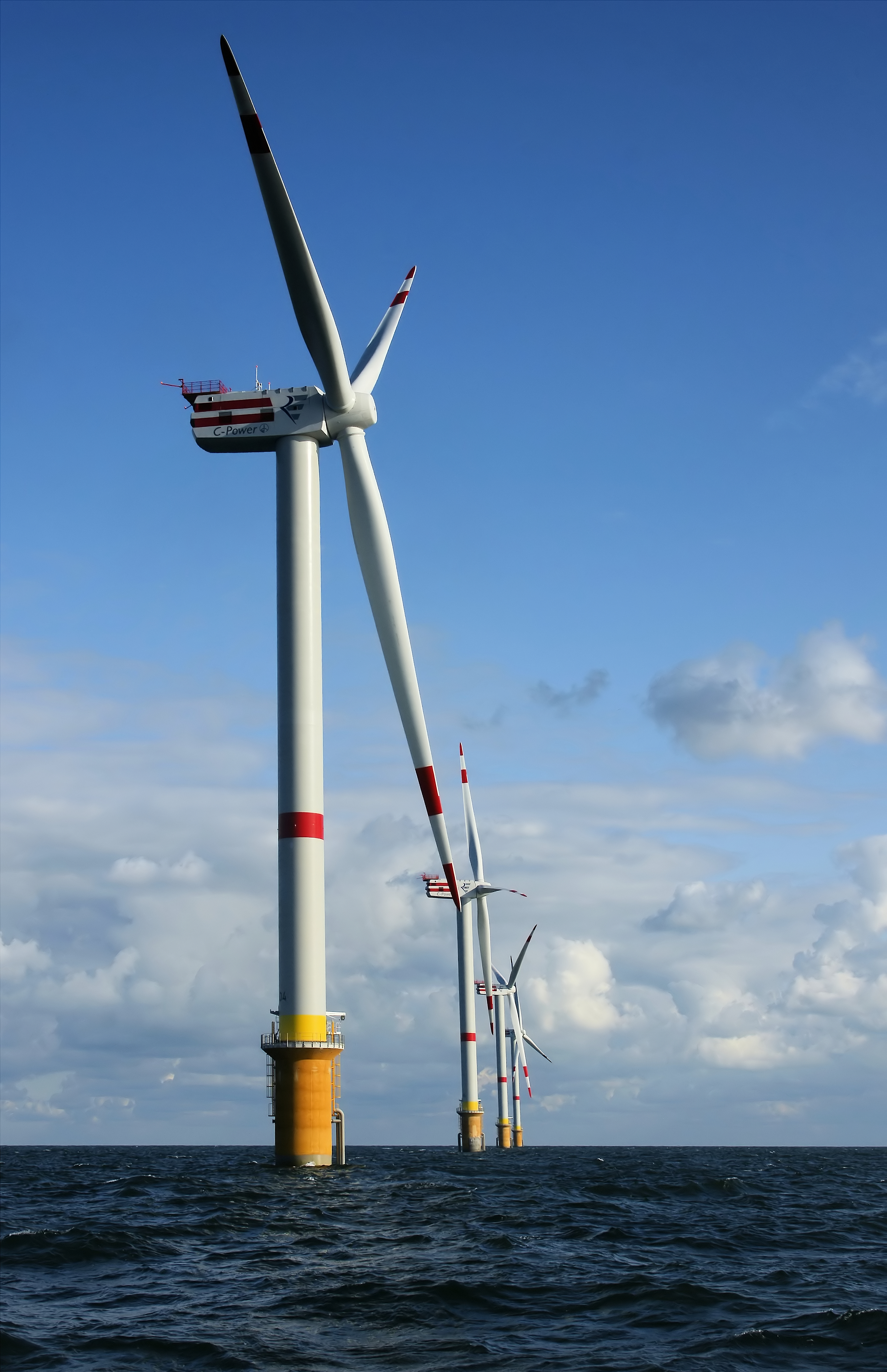
Parque eólico de Thorntonbank en la costa belga, Mar del Norte. El factor de planta de los parques eólicos varía entre el 20 y 40%.

El Parque Eólico Thorntonbank es un parque eólico offshore, situado a 28 km (17 millas) de la costa belga, en aguas de entre 12 y 27 metros de profundidad. La producción de electricidad comenzó a principios de 2009, con una capacidad de 30 MW. Culminó la instalación en agosto de 2013 llegando a 48 turbinas y 325 MW.

## Fases
El proyecto se compuso de tres fases.

### Primera fase
La primera fase fue construida por  la empresa C-Power y consta de seis aerogeneradores offshore de 5 MW de potencia en el banco de arena de Thornton. Su conexión en línea se realizó en 2009. Un cable submarino de 37 kilómetros de 150 kV conecta el Parque Eólico Thorntonbank a la costa.
Esta primera fase se completó en septiembre de 2008. Las seis turbinas REpower 5M, instaladas en hormigón y cuya estructura se mantiene estanca debido a la gravedad, fueron enlazadas a la red eléctrica belga, dando una capacidad nominal total de 30 MW para la primera etapa.

### Segunda fase
En esta fase, se instalaron 30 turbinas de viento. Fue completada a fines de agosto de 2012 y consistió en la instalación de 24 turbinas en el área B y 6 turbinas en el área A.

### Tercera fase
En la tercera y última fase, se instalaron 18 turbinas, culminando en agosto de 2013 la instalación llegando a un total de 48 turbinas. La capacidad se llevó a 325 MW.

## La evaluación ambiental
Para evaluar el impacto ambiental, C-Power ha solicitado el apoyo del Instituto de Investigación para la Naturaleza y el Bosque (RIOC) y el Instituto de Agricultura y Pesca de Investigación (ILVO) para obtener la información más detallada posible sobre la presencia de estas especies animales en Thornton Bank y para evaluar el posible impacto de un parque eólico en ellos.
El cómo las granjas de viento impactan sobre el paisaje serán estudiados por WES-Onderzoek y Advies, que también estaban involucrados en una investigación anterior en relación con el impacto percibido en el paisaje de la costa, cerca de parques eólicos.
Los parques eólicos costa afuera pueden tener un impacto sobre la pesca. Algunas zonas pueden estar cerradas a la pesca comercial, como resultado de que ciertas áreas de pesca se pueden ver reducidas, pero nuevos hábitats también se pueden crear como resultado. La base de este estudio es una investigación exhaustiva de la importancia del Banco Thornton para la pesca de mar. 
Los parques eólicos offshore crean nuevas estructuras en el mar y, por definición, pueden representar un riesgo adicional para la seguridad del transporte marítimo. C-Power, sin embargo, eligió un lugar que está muy lejos de las rutas marítimas más importantes para que este riesgo pueda reducirse al mínimo. C-Power se pide a los conocimientos especializados de consultores alemanes Germanischer Lloyd.

## Galería

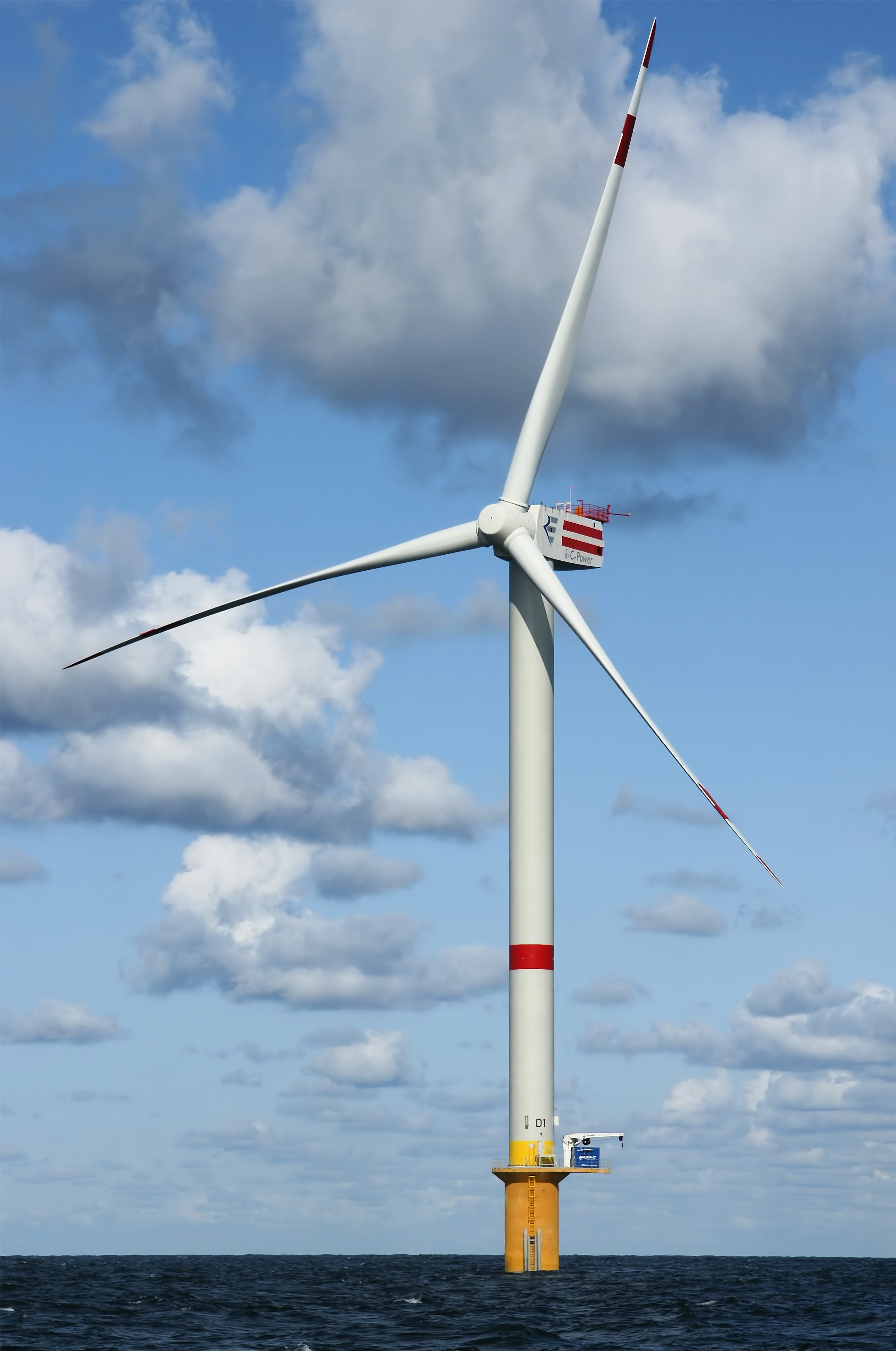
Turbina eólica D1
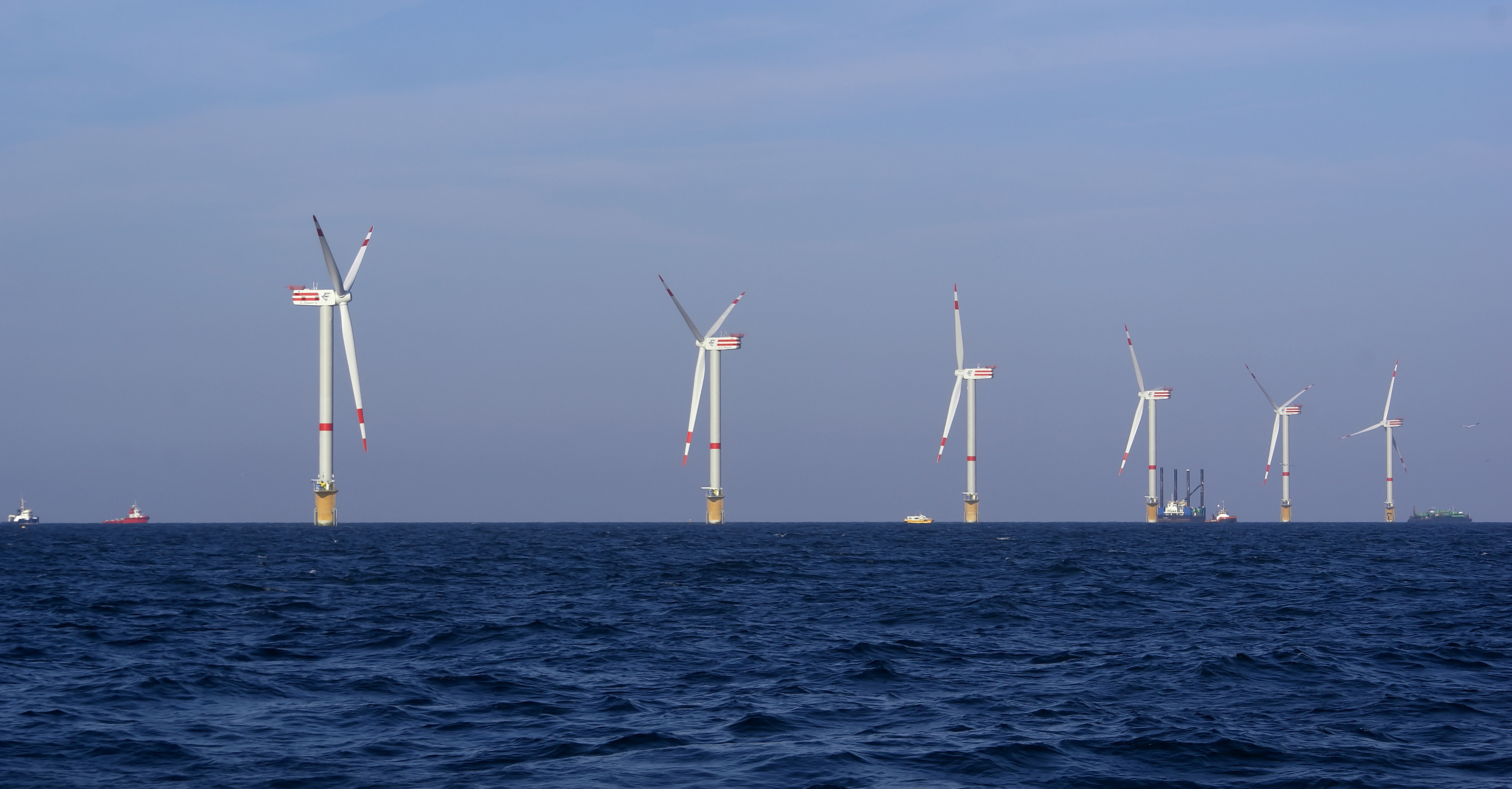
Turbinas eólicas D1 á D6
Turbinas eólicas D1 á D6
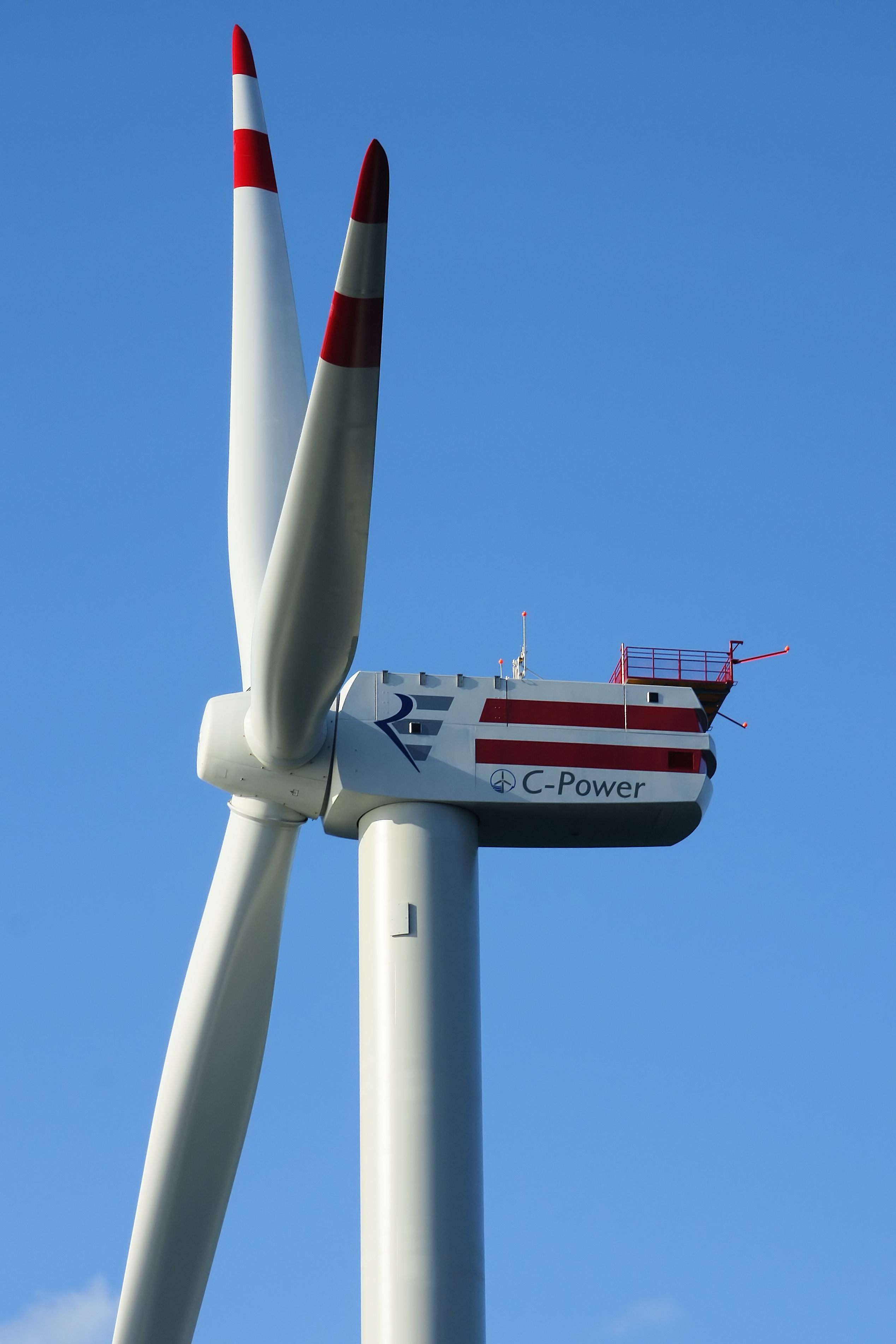
Acercamiento del eje y rotor del aerogenerador
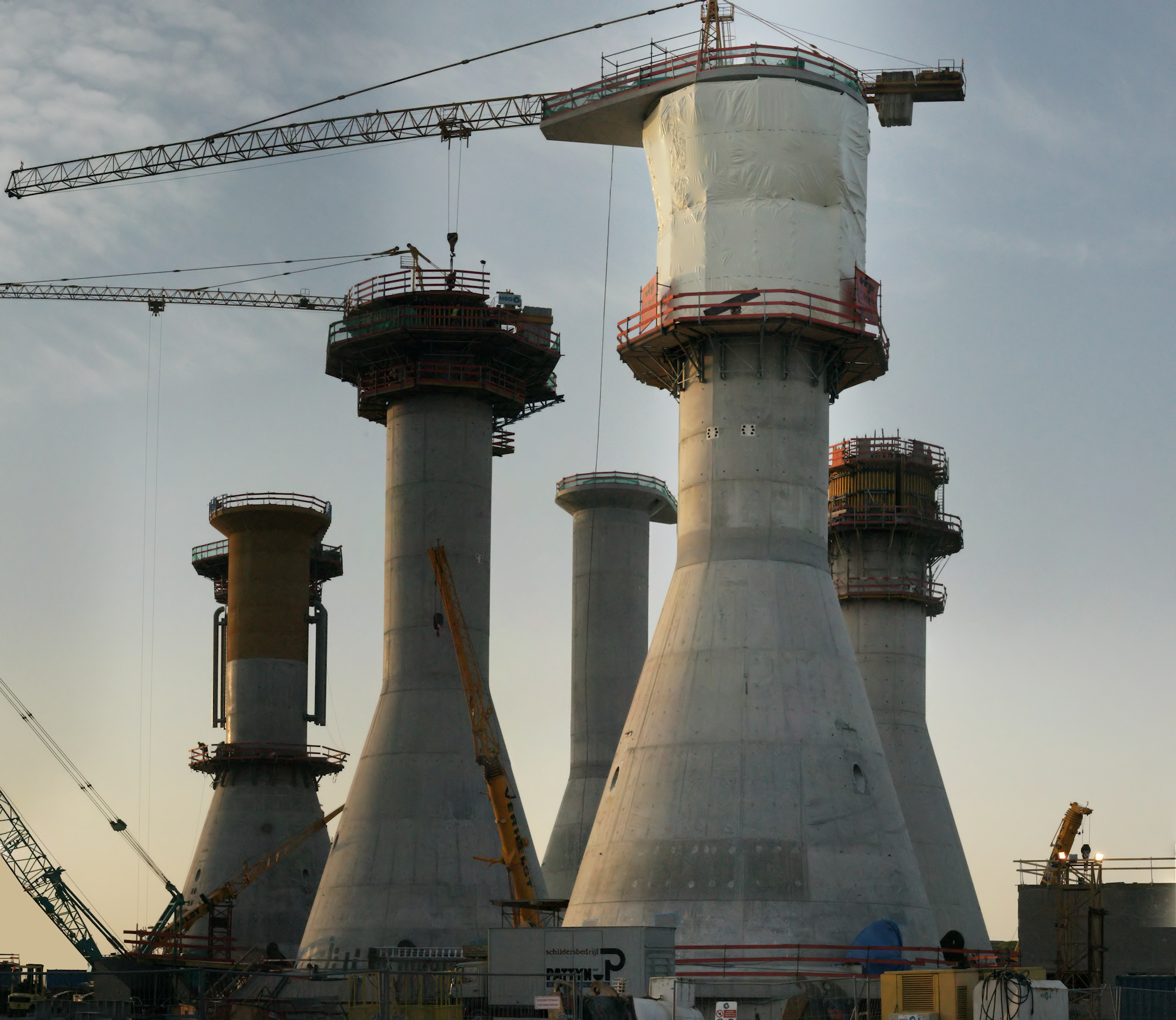
Fundaciones de los aerogeneradores en construcción
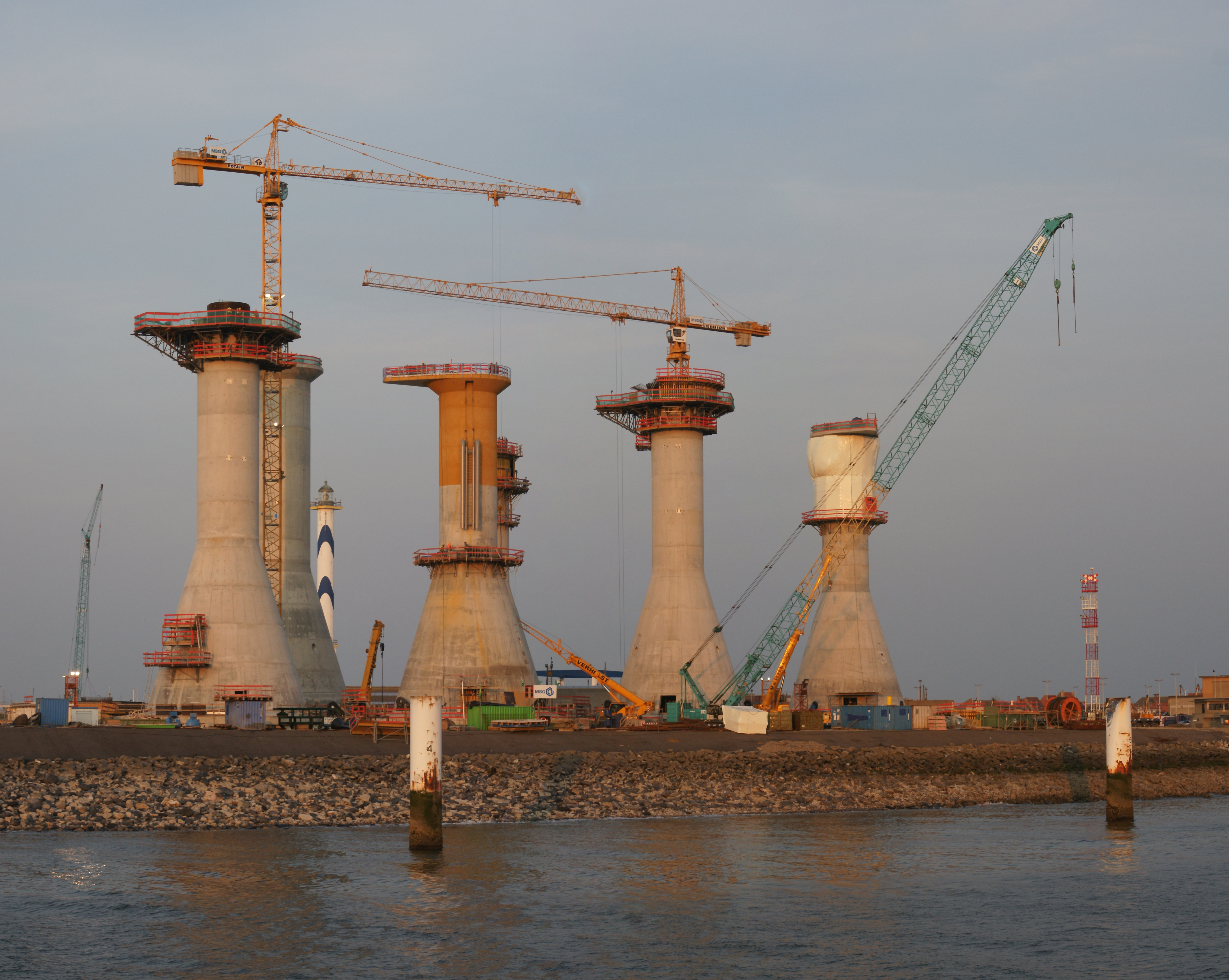
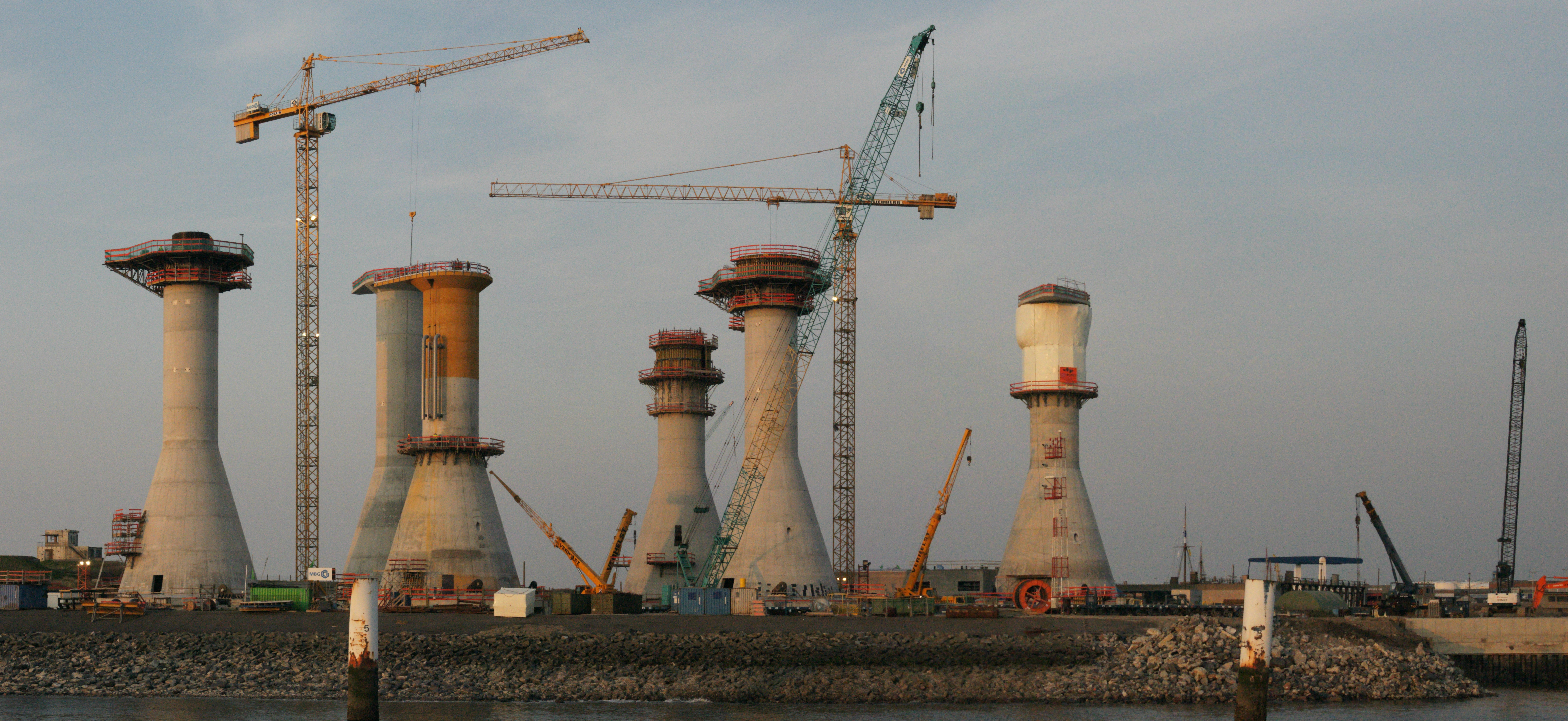
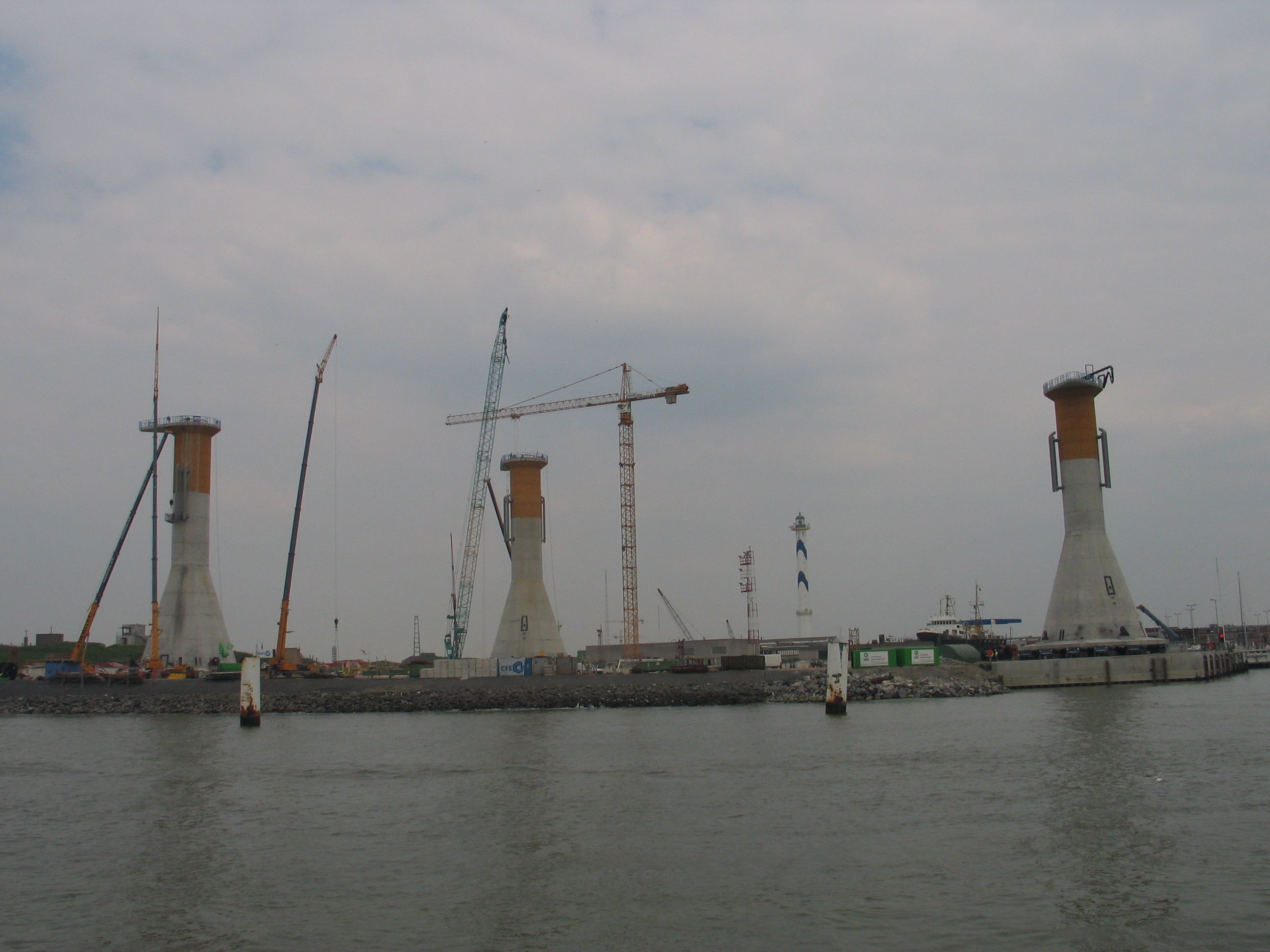
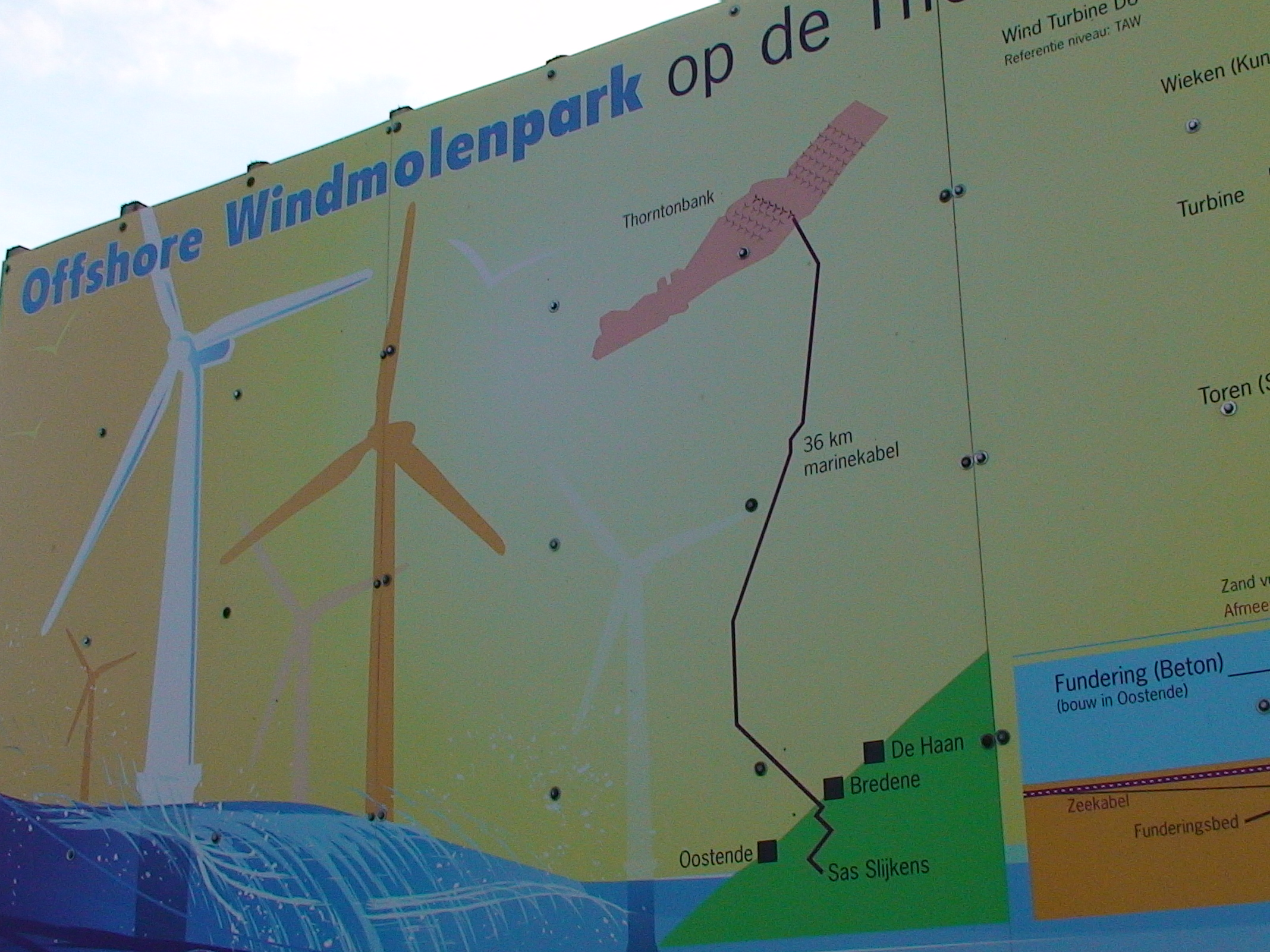
Emplazamiento y descripción del parque eólico, en Ostend, Bélgica
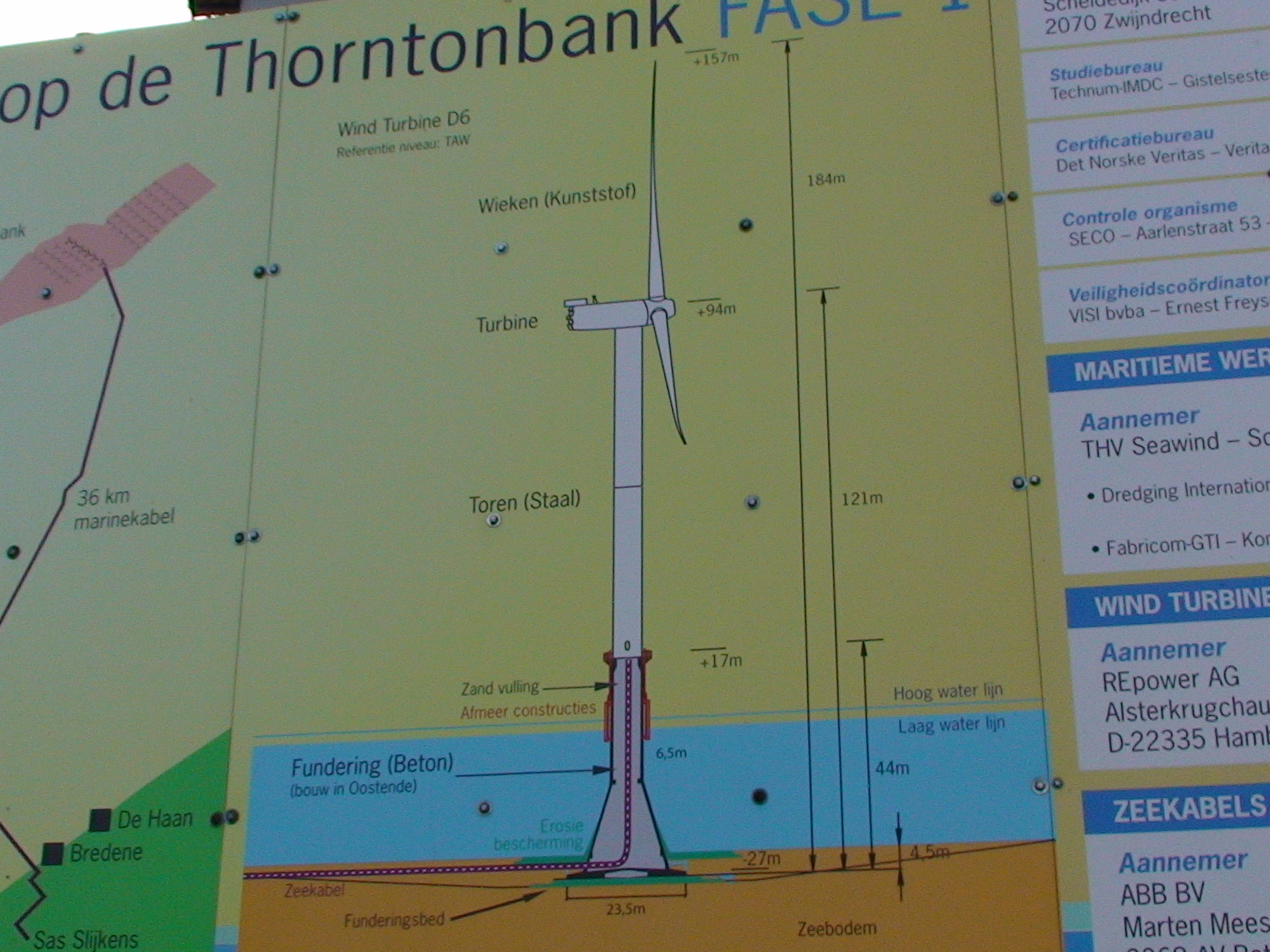
Señalética de detalle de los aerogeneradores Repower 5M, en Ostend, Bélgica